# Zuort

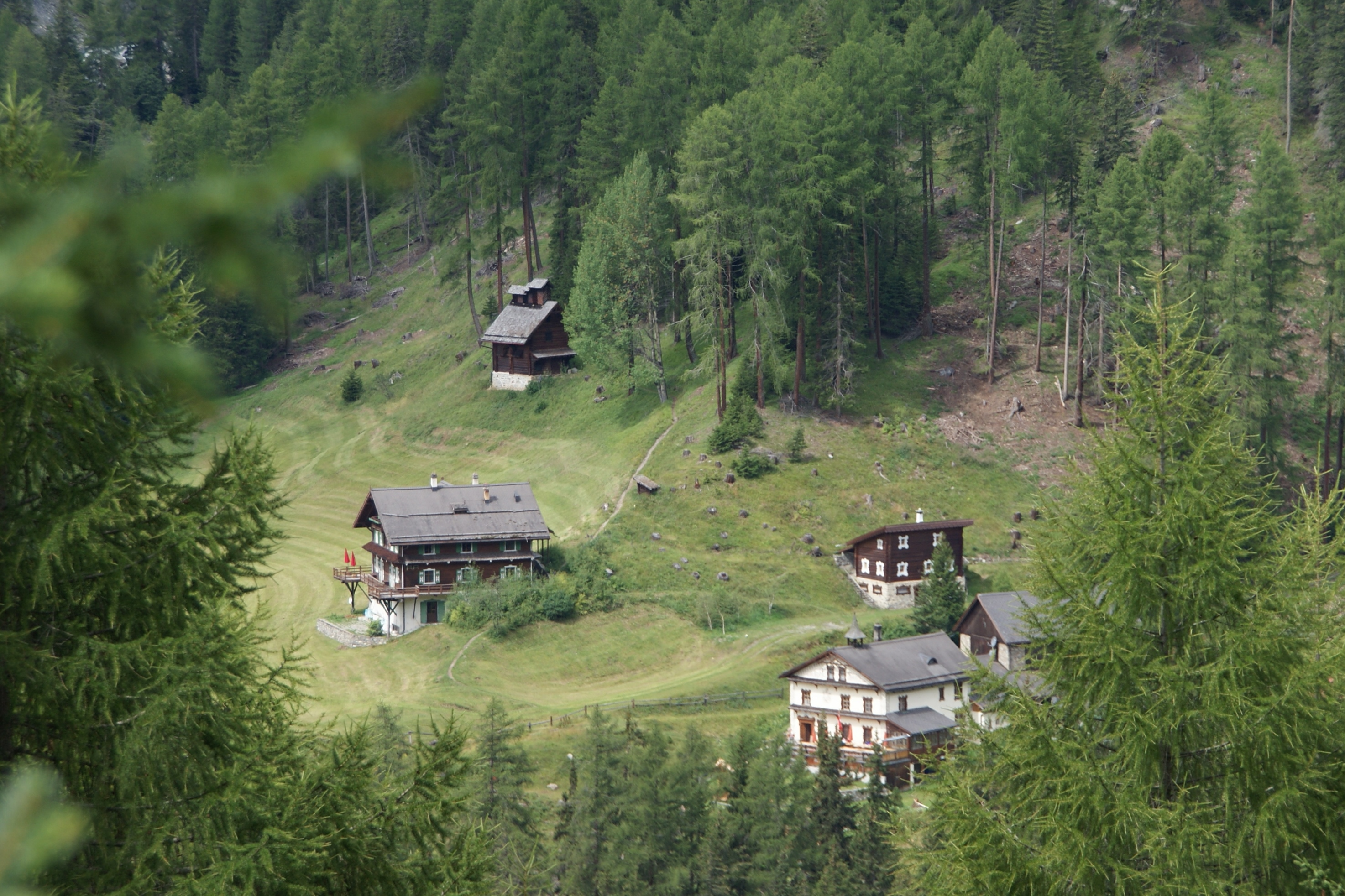
Hof Zuort

Zuort  ([tsuə̯rt]ⓘ, ursprünglich Suord, rätoromanisch im Idiom Vallader für «taub») ist eine Fraktion der Gemeinde Scuol (bis 2014 Sent) im Unterengadiner Val Sinestra in der Schweiz. Der Hof Zuort, ein kleiner Weiler auf 1711 Metern Höhe, liegt rund 2,5 Kilometer nördlich des Kurhauses Sinestra und ist von der Bergterrasse von Sent oder von Vnà aus erreichbar. 
Bis zum Kurhaus führt eine kleine Fahrstrasse und im Sommer eine Postautolinie. Der Hof Zuort war jahrhundertelang eine Zollstation.
Die jüngere Geschichte des Dorfs Zuort wurde massgeblich vom niederländischen Dirigenten und Komponisten Willem Mengelberg geprägt. Mengelberg liess sich ein Chalet erbauen und verbrachte seine Ferien sowie seine letzten Lebensjahre dort. 1920 erwarb er die Besitzrechte am Dorf und setzte einen Bauern aus Sent als Pächter ein, unter dessen Führung die Kapelle gebaut wurde, als Denkmal zur Erinnerung an die Bewahrung der Schweiz und der Niederlande im Ersten Weltkrieg.